# 鋼の錬金術師の主要な登場人物
鋼の錬金術師の主要な登場人物（はがねのれんきんじゅつしのしゅようなとうじょうじんぶつ）は、荒川弘の漫画『鋼の錬金術師』に登場した人物のうち、特にストーリーラインに深く関わりを持つ人物に関する一覧である。その他の人物に関しては鋼の錬金術師の登場人物一覧を参照。
担当声優に関しては「2003年版アニメ / 2009年版アニメ」の順に表記。1人しか記載がない場合は2009年版でのキャスト。それ以外のキャストは別途記載。担当俳優は実写映画版での配役。

## エルリック兄弟
エドワード・エルリック
声 - 朴璐美 / 同左 / 皆川純子（ドラマCD第一弾）
演 - 山田涼介（幼少期 - 髙橋來）
本作品の主人公。通称「エド」。
アルフォンス・エルリック
声 - 釘宮理恵 / 同左 / 日下ちひろ（ドラマCD第一弾）
演 - 水石亜飛夢（幼少期 - 星流）
本作品のもう一人の主人公で、エドの弟。通称「アル」。

## エルリック兄弟の関係者
ウィンリィ・ロックベル
声 - 豊口めぐみ / 高本めぐみ
演 - 本田翼
エルリック兄弟の幼馴染み。機械鎧整備士を生業としている。大陸暦1899年生まれ（登場時15歳）。淡い金髪のポニーテールの少女。右に4つ、左に2つ、計6つのピアスをしている（エドワードからのお土産）。
東方の片田舎・リゼンブールの生まれ。両親は医者であったが、彼女が8歳の時にイシュヴァールの内乱で死亡している。祖母のピナコに育てられ、ピナコを師として機械鎧整備士になり、エルリック兄弟を支えている。
明朗快活で「ロックベル家の女は根性と肝っ玉が売り」と言われる通りの性格。機械鎧を壊してしまったエドワードをスパナで殴るなどおてんばな面もあるが、一方で誰よりもエルリック兄弟の身を案じ、よく泣く。またエドワードに対しては恋心を抱いており、特に「傷の男」との一件以降は、恋愛感情を自覚するようになる。
職業柄機械鎧には目がなく、機械鎧のこととあらば何をおいても飛びついてしまう。その熱意も助けてか機械鎧整備士としては優秀であり、エドワードの機械鎧は製作・整備とも彼女が全て行っている。また、幼いころから自宅にあった医学書を読んでいたことから、ある程度の医学的知識も持ち合わせている。ラッシュバレーでは医師不在の中、持ち前の根性を振り絞ってお産に立会い、無事に赤ん坊を取り上げる。
初めて作中に登場したのは第9話である。荒川弘の当初の予定では第3話で出すつもりであったが、担当編集者に「まだ早い」と止められたという。
イズミ・カーティス
声 - 津田匠子 / 同左
演 - 遼河はるひ
錬金術師。エルリック兄弟の師匠。大陸暦1878年生まれ。36歳。
細いドレッドロックスをポニーテールのように束ねた髪型と、左鎖骨下の「フラメルの十字架」の入れ墨が特徴の女性。作中中盤から後半にかけて広く登場するが、履物はいつも便所サンダル。
頑固一徹だが、厳しさと優しさの両方を兼ね備えた女性である。虚弱体質であり、よく吐血する。これは、過去に流産した我が子を蘇らせようとして人体錬成に手を染め、真理の扉の通行料として内臓のいくつかを「持っていかれた」ためである。後にホーエンハイムが錬金術で血流を操作する治療を施したことで、ある程度改善された。なお、「持っていかれた」内臓に関する具体的な言及は作中でなされていないが、「子宮」「胃」「脾臓」などの可能性が考察されている。
人体錬成の際に「真理」を見ているため、錬成陣無しでの錬成（通称「手合わせ錬成」）ができる。このように錬金術師として高い腕前を持つ一方、体術に関しても非常に優れており、その力量はキメラ数人を相手にしてこれを圧倒し、かたや素手でスロウスを投げ飛ばすほど。
先述の過去のため、錬金術においては弟子を取らない主義でいたが、旅先で出会ったエルリック兄弟の弟子入り志願の真剣さに根負けし、これを認める。修行は徹底的なスパルタであり、作中ではエルリック兄弟がたびたび当時の過酷さを思い出して打ち震える描写がある。
夫のシグとは結婚18年目にして互いを溺愛しており、普段の態度とは裏腹に所構わず惚気る。イズミの修行時代、北のブリッグズ山からの帰り道で出会い、互いに強烈な一目惚れをしたとされている。本編では南方のダブリスで「カーティス精肉店」を営んでいるが、夫婦揃っての旅行が趣味であり、基本的には店を空けて、2人でアメストリス国中を旅していることが多い。物語序盤では、駅のホームにモブキャラクターとして登場している。
『鋼の錬金術師 FULLMETAL ALCHEMIST』最終回では写真に夫のシグと共に写っている。
ヴァン・ホーエンハイム
声 - 江原正士 / 石塚運昇（青年時代 - 浪川大輔） / 堀内賢雄（ゲーム『MOBILE』）
演 - 内野聖陽（青年時代 - 山田涼介）
錬金術師でエルリック兄弟の実父。金髪・金の瞳を持ち、特徴的な顎鬚をたくわえた大柄な男。
飄々としており極めてマイペースな人物だが、同時にどこか厭世的な雰囲気がある。若いころはエドワードと同じ短気な性格で、容姿も彼に似ていたという。不器用ながらも妻トリシャや我が子への愛情は深いが、後述の理由のために妻子を置いて突然旅に出て以降、リゼンブールに戻るまでトリシャの死や兄弟に起こった事の顛末を一切知ることはなかった。そのため、エドワードからは母を見殺しにし子を捨てたとして毛嫌いされている。
錬金術の腕前については相当なものと見え、自身をして「半端ないぞ」と評している。その正体は「ヴァン・ホーエンハイムという人間の形をした賢者の石」と言え、ホーエンハイムという人間の肉体を核としながらも、その魂は賢者の石と融合している。このため致命傷を受けても瞬時に再生し、年を取ることもない。また賢者の石の力により、等価交換を無視し、手を合わせることすらなくノーモーションで錬金術を使える。自身の腕前も合わさって、錬金術による戦闘能力は非常に高い。
出自は本編中の時代よりも遥か昔に栄えたクセルクセス王国の時代にまで遡り、年齢は少なくとも500歳を超えている。当初は王国の名もなき一奴隷に過ぎず、「奴隷二十三号」と呼ばれていた。フラスコの中の小人（ホムンクルス、後のお父様）の生成に血液を提供したことがきっかけで彼に気に入られ、「ヴァン・ホーエンハイム」の名と広範な知識を与えられる。ホムンクルスがクセルクセス全国民を対価にした「賢者の石」を作り出した際、一緒に再構築されたことで賢者の石を半分付加され、意図せず不老不死の肉体となった。本人はこの身体を「便利ではあるが友達が先に逝ってしまうのが嫌」と否定し、自身を「化物」として忌み嫌っている。トリシャとの出会い以降は「自らの不老不死を解いて老いて死ねる身体になる」研究を始めている。
クセルクセスが滅んでからは、ホムンクルスの野望を止めるべく、自らの肉体に封じ込められてしまったクセルクセス国民全ての魂との対話を経て、アメストリスに仕掛けられている国土錬成陣へのカウンターを仕掛ける旅をしていた。その途上でリゼンブールに滞在し、トリシャとの間に子どもをもうけた。最終決戦後はトリシャの墓前で自分と家庭を築き人生を歩んでくれたことへの感謝と充実した人生を過ごせたことを伝え（アニメではエドが自分を父親と認めてくれたことも報告している）、膝をついたまま安らかに息を引き取った。
名前の由来はパラケルススの本名から。実際のパラケルススの本名はもっと長いもので、作中でも当初その名前が付けられようとしたが、ホーエンハイムが「長い」と拒否したため、最後の「ヴァン・ホーエンハイム」のみに短縮されたという経緯がある。

## ロイ・マスタングとその部下
ロイ・マスタング
声 - 大川透 / 三木眞一郎
演 - ディーン・フジオカ
国軍の東方司令部に勤める国家錬金術師。二つ名は「焔」。階級は大佐。物語が始まってすぐに中央司令部へ栄転となる。1885年生まれ。登場時は29歳（11巻から30歳）。黒髪のショートヘアに黒の瞳が特徴の美形。
普段は女好きでいい加減な人物を装っているが、本心では大総統の地位を狙う野心家。狡猾さと「国を変える」という強い意志を併せ持っている。
冷たい言動をとることもある一方、仲間や部下の身に危険が及んだ際には自らを顧みず守ろうとするなど情に厚い一面もある。
詳しい出自は不明。父方の叔母であるクリス・マスタングを養母として育ち、リザ・ホークアイの父親の下で錬金術の基礎を学んだ後ホークアイの背中に刻まれた秘伝を解読することで焔の錬金術を使えるようになった。
国を良くしたいとの思いから軍に入隊、士官学校を卒業後国家錬金術師の資格を得る。のちに起るイシュヴァールの内乱では、並々ならぬ戦果を挙げたことから「イシュヴァールの英雄」の異名を取る。
エルリック兄弟との関係は、国家錬金術師への推挙のためリゼンブールを訪れたことから始まる。偶然、彼らが母親の人体錬成に失敗した直後に会うこととなり、絶望していたエドワードを立ち上がらせるきっかけを作る。エドワードが国家錬金術師の資格を得てからは、賢者の石を求めて危ない橋を渡る兄弟を、嫌味を言ったりしながらも見守っている。
信頼できると踏んだ人物には本心を晒しており、東方司令部から中央への異動の際にはリザ・ホークアイ、ジャン・ハボック、ハイマンス・ブレダ、ヴァトー・ファルマン、ケイン・フュリーを引き抜いて自身の懐に置いた。中でもホークアイには彼女の士官学校卒業と同時に自らの背中を任せ、「私が道を踏み外したら撃ち殺せ」とまで伝えている。また、中央司令部勤務であるマース・ヒューズとは士官学校時代の同期で、親友同士であった。
錬金術師としての能力は二つ名の通り、焔（炎）である。錬金術により燃焼物を生成(用意)、その周辺の酸素濃度を調節し、そこへ空気中の塵を導火線代わりに利用して発火布などの点火源からの火種を送り込むことで炎を起こす。基本的には、発火布でできた手袋をはめた状態で指を擦り合わせること（この時指パッチンのような音がでるが、これは空気中の物質が錬金術で化学反応を起こす際の音で、厳密には指を鳴らしているわけではない）で摩擦による点火を行う。イシュヴァール戦を経て炎の強さを自在に調節できるようになり、本気を出せば人体を一瞬にして灰も残さず燃やす火力を発揮することや、街一区画を丸ごと巻き込む範囲に放つこともできる。一方で、空気中の塵を利用して遠距離に点火源を飛ばす性質上、強い湿気に弱いため（水そのものは水素と酸素に分解して点火できるため、あくまで「強い湿気」に弱い）雨天時や水場では着火できず、しっかりとした点火源が存在しないと術を行使できない。このことからホークアイに「雨の日は無能」と言われ、作品の内外でネタやジョークとしてよく登場する。
人気投票では毎回1位のエドワードに大差をつけられての2位となっており、それをネタにおまけ漫画が描かれることもある。また上述の「無能」ネタも多い。
リザ・ホークアイ
声 - 根谷美智子 / 折笠富美子
演 - 蓮佛美沙子
軍部の中尉でマスタングの副官。24 - 25歳。金髪にブラウンの目をもつ容姿端麗な女性。仕事中は常に冷静沈着で、よほどのことが無い限り感情を表に出さない。一方プライベートでは笑顔を見せることも多く、引き取り手のいない仔犬（後の「ブラックハヤテ号」）を引き取るなど、根は優しい。非常にスタイルが良く見えるが、それについて作者は「（軍人のため、身体を鍛えているので）肩幅が広く、（そこそこの年齢だから）お尻が大きいため、腰が細く見える」と説明している。ネーミングセンスは皆無。常に銃を二丁携帯している。
類稀な狙撃センスの持ち主で、イシュヴァール殲滅戦時には士官学校生だったが狙撃手として前線に配属された。名前と、その正確無比な狙撃から「鷹の眼」の異名を持つ。銃を愛用するのは、本人曰く「人の死に行く感触が残らないから」。だがこれを欺瞞であるとマスタングに指摘された時にはそれを認め、「次世代のために自らが手を汚す」と肯定した。
マスタングからはもし自分が道を踏み外したら殺せと託されるほどに信頼を置かれており、ホムンクルス側にもマスタングにとって大切な者と認識されていた。彼女の亡き父親（声 - 谷昌樹）は錬金術師で、マスタングの師匠でもあった。ホークアイの背中には父の遺した錬金術の秘伝が刺青として刻まれており、マスタングの人間性と、「皆が幸せに暮らせる未来」を信じ、彼に秘伝を託した。その後、国民の幸福を願い士官学校に入り一旦マスタングとの関係は途切れるが、イシュヴァール戦にて再会。終戦後には秘伝の破棄を望み、マスタング自身の手により一部が焼き潰された。その後、マスタングの推薦もあり彼の補佐官となる。
第三研究所の戦いののち事実上ホムンクルス側の人質として大総統付補佐となったが、「約束の日」の後は、イシュヴァール復興政策に赴くマスタングに付き従った。『荒川弘イラスト集 FULLMETAL ALCHEMIST 3』では、マスタングとホークアイは結婚しないのかというファンからの疑問に対して、「結婚しちゃうと、軍の規則で”上司とその補佐”ではいられなくなっちゃうんだよぅ」と回答されている。
もとはショートヘアで、エルリック兄弟勧誘の際に出会ったウィンリィに影響を受けて髪を伸ばしたというエピソードがある（逆にウィンリィは彼女に影響を受けてピアスをつけるようになった）。「約束の日」の後、『鋼の錬金術師 FULLMETAL ALCHEMIST』最終回の写真ではショートヘアに戻している。
ジャン・ハボック
声 - 松本保典 / うえだゆうじ
演 - 深水元基
軍部の少尉でマスタングの部下。のらりくらりとした性格の青年。くわえ煙草がトレードマーク。東部の出身であり、内乱を身近に感じてきたことから自分でどうにかしたいと考え、士官学校に入ったという過去を持つ。ブレダは同期。身体能力や銃器の扱いに長けており、マスタングの部下の中で実働的な役割を務める。戦いの場ではマスタングとは良いコンビで、何かと前線に出たがるマスタングをホークアイと共に抑える。頭は悪いと自他ともに認めているが、近づいてきたラストには情報を流さないなど、公私の別は厳密に守っている。
女性運が非常に悪い。彼女ができるが、間もなくセントラルに移動になってフラれる。その後、アームストロング少将の妹・キャサリンと見合いをするが、それもフラれる。そして、念願の彼女を作るが、それはマスタングの情報収集のために近づいてきたラストであり、第三研究所の戦いで彼女に刺されることとなる。
第三研究所の戦いにおいて、ラストの攻撃によって脊髄を損傷し、下半身不随となる。そして役立たずとなった自分を捨てきれないマスタングを甘いと指摘し、軍を去る。その後は実家の雑貨店を継ぐが、「約束の日」において弾薬などの必要物資をマスタングに供給し、手助けをする。「約束の日」の後は、マルコーの賢者の石によって回復したらしく、エピローグでリハビリをする様子が描かれている。
『鋼の錬金術師 FULLMETAL ALCHEMIST』最終回では完治したらしく、写真にブレダ、レベッカと共に写っている。
ハイマンス・ブレダ
声 - 志村知幸 / 佐藤美一
演 - 加治将樹
軍部の少尉でマスタングの部下。茶髪の刈り上げ、背は低いが恰幅の良い体型の男性で、何かしら食べているシーンが多い。見た目とは裏腹に頭脳派で士官学校を首席で卒業した。マスタングのチェスの相手、知恵が必要な時の相談相手でもある。ハボックとは士官学校の同期であり、プライベートでは「ハボ」という愛称で呼ぶ。大の犬嫌いで、ブラックハヤテ号にも怯える。
第三研究所の戦い以後、ブラッドレイにより西方司令部に異動させられる。「約束の日」、軍を脱走してマスタングの下に駆けつける。フュリーと共にラジオ局ジャックを行い、ブラッドレイ夫人のコメントや大総統の行方不明を使って国民を味方に付けるべく情報操作を行う。
「約束の日」の後は詳しいことは不明であるが、ハボックがリハビリしている写真にロスと共に写っている。
『鋼の錬金術師 FULLMETAL ALCHEMIST』最終回では写真に完治したハボック、レベッカと共に写っている。
ヴァトー・ファルマン
声 - 室園丈裕 / 浜田賢二
演 - 杉本海凪
軍部の准尉でマスタングの部下。長身痩躯で頬が痩せこけ、白髪もしくはグレーの髪の男性。特技は歩くデータベースの如き記憶力。元々は北部出身で、東部へ転属された後にマスタングの部下になる。作中では苦労することが多い。
第三研究所の戦いでは持ち前の記憶力よりナンバー66の尋問を担当したことがきっかけで、彼を見張る役目を担う。その後、ブラッドレイの命令によって北方へ転属させられた後は、そこからさらに北のブリッグズへ飛ばされてしまう（その際、少尉に昇格）。ブリッグズでは下っ端で氷柱落としの仕事をしていたが、ブリッグズを訪れたエルリック兄弟の知り合いということでオリヴィエやバッカニアらとも共に行動する。
「約束の日」、他の仲間と違ってマスタングの下には参せず、バッカニア率いるブリッグズ兵と行動を共にする。持ち前の記憶力より中央司令部の作戦本部の位置を把握しており、地下からの正確な突入に一役買う。その後、オリヴィエの命令に従い正門の防衛に回り、キング・ブラッドレイの帰参でバッカニアが目前でやられる状態にあっても恐怖で涙を流しながらブラッドレイに銃口を向ける。
「約束の日」の後は、そのままブリッグズに残ったことが確認できる。
『鋼の錬金術師 FULLMETAL ALCHEMIST』最終回では、そっくりな子ども2人と共に写真に収まっている。
ケイン・フュリー
声 - 白鳥哲 / 柿原徹也
演 - 熊谷魁人
軍部の曹長でマスタングの部下。童顔に眼鏡の青年。穏やかで優しい性格で気が弱い。通信機器のスペシャリストで、第三研究所地下での戦いに際しては外部通信を一人で担っていた。また中央の無線のチャンネルを全て知っているなど、趣味で入隊以前から培われたその知識と技術は目をみはるものがある。捨てられていたブラックハヤテ号を拾ってきた張本人であり、ホークアイの留守中には面倒を見ていることが多い。
第三研究所の戦い以後、ブラッドレイにより南方司令部に異動させられる。アエルゴ軍との激戦地のまっただ中にいたが「約束の日」に脱走してマスタングのもとに駆けつけ、共に戦う。ブレダと共にラジオ局ジャックを行い、国民を味方に付けるべく情報操作を行う。
『鋼の錬金術師 FULLMETAL ALCHEMIST』最終回では放送機器を整備する姿が写真に写っている。
ブラックハヤテ号
ホークアイの飼い犬。雄。愛称は「ハヤテ号」「ブラハ」。
仔犬のころ、捨てられていたのをフュリーに拾われ、最終的にホークアイによって飼われることになる。彼女の厳しい躾を受け、従順かつ勇敢に育つ。活躍は回数こそ多くはないが、グラトニーに追い詰められたホークアイを救う、優れた嗅覚と聴覚で周辺警戒を行うなど戦力としてしっかり貢献している場面もあり、フュリーは「ハヤテ号にも階級をあげたいくらい」と述べ、マスタングからは「少尉辺りでどうだ？」と評された（自分より高い階級を提示されたことにフュリー自身はショックを受けた）。
「約束の日」の後、『鋼の錬金術師 FULLMETAL ALCHEMIST』最終回では子持ちになっている。

## アメストリス軍
キング・ブラッドレイ
声 - 柴田秀勝 / 同左（青年時代 - 木内秀信）
演 - 舘ひろし
アメストリス軍大総統。大陸暦1855年生まれ。60歳。アメストリス軍の最高責任者で、国政の実質的な決定権を持つ事実上の国家元首。左目に眼帯をしている。戦場で数々の武功をたて、44歳の若さで独裁者へと成り上がった。その正体は、7番目に作られたホムンクルス「ラース（憤怒）」であり、眼帯で隠した左眼にウロボロスの印がある。
大総統に就任してからは国家錬金術師制度の導入、より中央集権的な体制への編成など、アメストリスをより強権的な軍事国家として編成し、現在の軍事国家アメストリスを築いた張本人である。イシュヴァール殲滅戦などの件もあって、情け容赦ない独裁者として国内外から広く畏怖されている。ホムンクルスたちの計画の最後の詰めとして国家の舵を取る役割を担っており、若くして大総統の地位に就けたのもそのためである。
その本性は完全なるリアリストにして冷酷非情なまさに独裁者であり、物語序盤では、最高権力者に似つかわしくない軽い言動を見せていたが、グリードとの戦闘でホムンクルスと判明してからは本性を現し、リアリスト的な独裁者としての面が強調されていく。後述のように人間ベースのホムンクルスではあるが、他と同様に「お父様」に忠誠を誓い、ホムンクルスであることに強い矜持を持っている。しかし、度々語られる人生観・宗教観などの思想信条には他のホムンクルスとは違った面もあり、人間を単純に軽蔑しているわけでもない。特に人生の全てを「お父様」のシナリオで生きてきたことに対して思うところがあり、エドワードやマスタングらが思い通りにならないことに腹が立つと言いつつも楽しんでいる。また、唯一自分で選んだという妻に対しては深い愛情を持っていることをうかがわせる描写があり、彼女や長年連れ添ったプライドなどの前では、冷酷な独裁者とも表面上の軽いノリの好々爺とも違う穏やかな言動を見せるなど、二面性のある人物である。
元は普通の人間で、ホムンクルスたちに幼少時よりエリートとして養成された大総統候補生の一人。その身に賢者の石を注入され、高エネルギーに耐えた末に誕生した人間ベースのホムンクルスであり、「キング・ブラッドレイ」という名前はこの時に付けられたものである。魂が1つしか無いために他のホムンクルスと違って再生能力を持たず、また普通に老化する。そのため身体能力には衰えがあるらしいが、それでも多大な戦闘能力を誇る。ただし、現在の「キング・ブラッドレイ」を司るこの魂が、元々彼の肉体に宿っていた魂なのか注入された賢者の石の誰かの魂なのかは、本人にももはや分からないとのこと。
ホムンクルスとしての固有能力は、銃の弾道さえ見切る動体視力を持った「最強の眼」。この眼と、ホムンクルスの身体能力が生み出す桁違いの素早い動作による高速な戦闘術で相手を圧倒する。普段から刀1振りを持ち歩いており、エドの国家錬金術師の実技試験に立ち会った際は、不意をついてエドが向けた槍を、エド本人を含めたその場の誰もが気づかないほどのスピードで抜刀し、ブラッドレイの喉元に穂先が付きつけられた時には既に穂先を切断し終わっているという早業を見せる。デビルズネストの戦闘では、これに加えて4振りの刀を納めた特製の鞘を腰に装備し、折られた場合の代用や昆虫ピンのように相手の四肢を突き刺して拘束するのに用いていた。また、刀以外にも格闘術全般の手練でもあり、「使い慣れていない」と言いながらサバイバルナイフを自在に使いこなすなど臨機応変な近接戦闘を行う。作中では単身で難無く戦車を破壊したり、リン（グリード）とフーの2人の手練を相手に戦い劣勢に追い込むといった強さを見せる。作中で敗北したのは最後の「傷の男」との戦いのみだが、この戦いも事前にバッカニアとフーの捨て身の攻撃による致命傷を負って満身創痍な状態での戦闘で、それでも「傷の男」と互角以上の戦いを見せ、両腕を落とされても口で刃を掴み「傷の男」に重傷を負わせた。
物語序盤は好々爺然としてエドワードらの味方のように振る舞っていたが、デビルズネスト掃討戦で正体が判明すると、実際はあくまでホムンクルス一派の一人として、人柱であるエドワードやマスタングらを操作しようとしていたことが明らかとなる。特にラストが倒された後は、自ら進んで人柱候補のマスタングの担当となることを進言し、彼に対する圧力を強めていく。最終的にはホークアイを自分の直属にして事実上の人質とし、他の部下たちは地方に飛ばしてマスタングを孤立させた上で、マスタングに自らの正体および軍幹部もホムンクルスの協力者であると明かし絶望させる。
「約束の日」においては、マスタングらの策謀の臭いを嗅ぎ取って牽制のために東部視察を行うが、これをグラマンに逆用されて同乗する列車を爆破されて行方不明となる。しかし生きており、セントラルに帰還すると正面よりブリッグズ兵らに占拠された大総統府に乗り込む。リン（グリード）とフーを相手に全く寄せ付けない強さを発揮し、バッカニアとフーを殺害するも、2人の決死の覚悟で致命傷を負わされてしまう。それでも、なお「お父様」の計画のため、マスタングらの前に現れ、プライドと協力して彼らを拘束すると共に彼の「真理の扉」を強制的に開かせる。さらに満身創痍の状態ながら「傷の男」を相手取って、彼らの作戦（「逆転の錬成陣」構築）の妨害を試みるが、日食が終わり偶然日光が目に入ったことにより生まれた一瞬の隙を突かれて敗北する。最期、フーの仇を討とうと現れたランファンに、妻への言葉は無いかと聞かれると、自分と妻の間にそんな物は必要ないと一蹴し、「敷かれたレールの上の人生ではあったが、人間のおかげで最後に多少充実したものになった」と言い残してそのまま息を引き取る。
独裁者として、地方の国民やイシュヴァール人を始めとした被支配者層の他民族からは強く反発されていた一方で、中央の国民からは一定の支持を得ていたために、戦後も国民にはホムンクルスであったことは伏せられており、表向きはブラッドレイの東部視察中の留守を狙ってクレミンら一部の軍上層部が暴走して反乱を起こし、その過程で命を失ったということになっている。
マース・ヒューズ
声 - 藤原啓治 / 同左 / 津田健次郎（ゲーム『MOBILE』）
演 - 佐藤隆太
軍部の中佐。軍法会議所勤務。マスタングの親友。大陸暦1885年生まれ。
頭の回転が早い明朗な人物。後述する妻子自慢やノリの軽いところなど軍人らしからぬ面も目立つが、イシュヴァール殲滅戦を前線で戦い抜いた屈強な軍人である。家族を溺愛しており、所構わず家族の写真を見せびらかしたり、娘自慢やのろけ話のために軍の回線を公然と使用するなど、極度の親バカ・愛妻家（自分の妻と娘を合成獣の錬成の材料として使用した後に「傷の男」に殺害されたタッカーの遺体を目にしたときには「神罰が下ったんだろうよ」と同情の態度を一切見せず怒りを露わにしていた）。そのため、しばしば周りに迷惑をかけるものの、同時に気遣いや優しさを家族同様にかけるために、周囲の人物からは非常に慕われている。エルリック兄弟に対しても何かにつけ気にかけたり、初対面のウィンリィを自邸に泊まらせ娘の誕生日会に誘うなど、面倒見の良い人物。
見た目はデスクワーク派であり、「傷の男」との戦いでは包囲に加わらず路地裏に逃げていたくらいであるが、一方で投げナイフの達人であり、これでラストを退けている。
マスタングの親友かつ最大の理解者として彼に接する。マスタングとは士官学校の同期で、イシュヴァール殲滅戦にて再会。悲惨な戦場、また無能な上官による兵士の無駄死になどを通して、軍ひいては国家の改革を目指すマスタングの野望に協力する。妻子自慢に辟易しながらもマスタングもまた親友として接し、ヒューズの死はマスタングに大きな影響を与え、後のエンヴィーとの対峙に繋がることとなる。
エドワードを通して第五研究所の賢者の石の錬成陣のことを知っていたため、リオール暴動や各地の戦場の位置を見て国土錬成陣の存在にいち早く気付く。そのため、ホムンクルスに命を狙われることになり、ラストの襲撃を受けるが、間一髪これをかわす。国土錬成陣（とホムンクルス）に軍上層部が絡んでいることを直感し、一般回線で東方司令部のマスタングにこのことを伝えようとするが、妻・グレイシアに化けたエンヴィーに撃たれて死亡する。29歳没。死後、2階級特進して准将となった。『鋼の錬金術師 FULLMETAL ALCHEMIST』では「エリシア、グレイシア、ごめんな」と言い残し息絶えた。
結果として2巻から4巻という短い登場であったが人気は高く、キャラクター人気投票でも10位以内に入っている。後にイシュヴァール殲滅戦の回想にも登場している。
アレックス・ルイ・アームストロング
声 - 内海賢二 / 同左 / 斉藤次郎（ゲーム『MOBILE』）
演 - 山本耕史
軍部の少佐。「豪腕」の二つ名を持つ国家錬金術師。中央司令部勤務でヒューズの部下。
大柄な男で鍛え上げられた逞しい肉体と立派なヒゲ、個性的な髪の毛がトレードマーク。事あるごとに軍服を脱ぎ捨て、その肉体を披露したがる癖を持つ。いかつく、暑苦しい外見だが、性格は感動癖で涙もろく、優しい。そのため、イシュヴァール戦では女子供にまで手をかける非情さに耐え切れず軍令に背き、デビルズネスト掃討戦ではロアに説得を試みるなど、敵であっても冷酷に徹しきれない。この軍人に不向きな点に関してブラッドレイから「だから出世できないのだ」と指摘され、姉のオリヴィエからは嫌われる要因となっている。
代々将軍を輩出した名家の出身だが、出自を鼻にかけることはない。「我がアームストロング家に代々伝わりし○○（芸術的錬金術、似顔絵術、尾行術、以下略）!!」が口癖で、風貌に似合わず器用で多芸多才。家族では姉妹が多く存在し、姉3人と妹の5人姉弟（兄妹）。特にアームストロング家の長子であり長姉のオリヴィエは「ブリッグズの北壁」の異名を持つ少将である。
戦闘の際は、錬金術と肉弾戦を併用する。錬金術は、錬成陣の書き込まれた手甲で対象を殴りつけて錬成するというパワフルなもので、戦闘に際してはブロック片などを矢の形に錬成しつつ殴り飛ばしたり、地面を殴ってトゲを生やすなどの攻撃手段としてよく用いる。基本的にはボクシングのような戦闘スタイルを取り、その見た目に反してフットワークは軽いのも特徴的である。フィジカルだけでなく頭脳も中々明晰であり、ある機密情報を軍上層部から口止めされた際、一切情報を喋ることなく「上官であるマスタングに命令されても言えません」という言葉を持ってマスタングに情報を伝えるという機転も見せている。
「傷の男」の調査のためにイーストシティにやってきたヒューズの部下として登場する。その後、「傷の男」との戦いや、エドワードの護衛としてエルリック兄弟と関わる。マスタングに代わってエルリック兄弟と接することも多く、物語には頻繁に登場する。初期はヒューズの補佐であったが、ヒューズの死後は大総統護衛を務めるなど、軍内での役職は不明。直属の部下にはマリア・ロスとデニー・ブロッシュがいる。マスタングのセントラル異動後は、先述のようにマスタングとエルリック兄弟の伝令役などを行っている。
エルリック兄弟に対しては極めて協力的であり、姉への紹介状を書いたり、人体錬成を行った過去も咎めるどころか、愛情が起こした結果として逆に感動していた。会うたびにオーバーリアクション気味の歓迎を受けること、本人の体格からかなり暑苦しいことからエドワードには鬱陶しがられることが多いが、アルフォンスにはこの暑苦しい歓迎が「鎧のせいで年不相応の巨体であり子供扱いに飢えている自分を構わずさらに上から子供扱いしてくれる」という意味で歓迎されている。
ホムンクルスとの対決では、当初マスタングに（イシュヴァール戦での件や優しい性格を配慮されて）除隊を勧められるが、今度は逃げないとしてこれを拒否し、ホムンクルスとの戦いに臨んだ。「約束の日」には、スロウスに襲撃されたオリヴィエの下に駆けつけ姉弟でスロウスと戦う。
「約束の日」の後はどうなったかは不明だが、写真には姉と一緒に写っている姿が確認できる。
『鋼の錬金術師 FULLMETAL ALCHEMIST』第63話での決戦終了後リゼンブールに帰るホーエンハイムに対してお礼を送った。
オリヴィエ・ミラ・アームストロング
声 - 沢海陽子
演 - 栗山千明
軍部の少将。ブリッグズ要塞司令官。「ブリッグズの北壁」「氷の女王」という異名を持つ容赦のない激しい性格の女傑。アームストロング少佐（アレックス）の姉で、アームストロング家の長子でもある。金髪でストレートの長髪と、官能的な厚ぼったい唇が特徴の美女。一族の中では背は小柄な方。年齢はマスタングより上。物語後半より登場するエルリック兄弟の味方。
弟アレックスとは対称的な攻撃的な性格で、ブリッグズの掟である「弱肉強食」を体現する存在。人・技術問わず有益であれば、その是非を問わず重宝し、本来なら軍法会議に問われるようなことも気にせず行っている。また、外敵に対しては刃向かう気力すら起こさせないように、圧倒的な敗北を与えることを是とする。そのような厳しい性格・考えを持つため、美人でありながら部下や周りの人間から女性と見られることはない。その一方で、側近から末端に至るまで兵を把握・指揮し、指揮官としては自ら前線に立ったり、部下を守るために己の身を呈して自らその責務を果たすなど、本人も部下たちへの情は非常に深い。これらの一貫した姿勢から部下たちから強い信頼を得ており、指揮官としての能力も高い。弟とは異なり錬金術は使えないが、剣術を基本に個人の戦闘能力も高く、その身体能力のみで国家錬金術師である弟を叩きのめすことができる。
弟アレックスに対しては軟弱者として非常に嫌っている。これは上記の正反対の性格であること以外にも、国家のために尽くさなければならない軍人なのに、イシュヴァール殲滅戦で戦いを放棄したという理由が大きい。アームストロング家を自分が継ぐ以上に、弟を継がせたくないという考えも強く、後継争いの一騎打ちでは弟を一方的に叩きのめし、後にもし自分が死んだ場合は屋敷財産は弟ではなくマスタングにくれてやると言い放つほどだった。
初見では誰も信用しないとはいえ、当初はエルリック兄弟に対して厳しい態度を取る。その後、彼らの能力を見極めたうえで一定の評価を下し、彼らと協力してレイブンからホムンクルスたちの情報を引き出したりする。また、何度か東方司令部と合同演習を行ったことがあるため、マスタングたちとは面識があり、有能な人物としてホークアイやハボックに目をつけている。マスタングには敵意ある言動が目立つが、有力なライバルと見ていることの裏返しでもあり、対ホムンクルスのために秘密裏に連絡を取り合う。一方で、イズミに対してはスロウスを難無く放り投げたこともあって、初対面で気に入り意気投合している。
レイブンを殺したことがきっかけで中央に呼び出しを受けるも、これを逆に利用してブラッドレイに取り入り、そのまま中央（大総統府）に栄転となる。「約束の日」にはアームストロング邸に忍ばせたブリッグズ兵を使って中央兵を奇襲させる。自身もホムンクルスに協力していた将軍たちを殺し、中央司令部内部から制圧を図る。スロウスや不死の軍団に襲われるも弟・アレックスと共闘し、持ち前の指揮官としてのカリスマ性で中央兵を取り込んでこれらと戦う。イズミたちと合流した後は、指揮官としてブリッグズ兵に命令を送り、地下へ向かう。
中央で派手に動いたブリッグズ兵の司令官では中央に残ることは無理と考えられ、「約束の日」の後は再びブリッグズ要塞の司令官となる。また、秘密裏に「傷の男」を回収し、マイルズと共にイシュヴァール復興のために東方に送っている。
ゾルフ・J・キンブリー
声 - うえだゆうじ / 吉野裕行
演 - 山田裕貴
軍部の中佐。「紅蓮」の二つ名を持つ国家錬金術師。白いスーツとコート、帽子を愛用する総髪・吊り目の男。ホムンクルスの協力者。普段は紳士然として慇懃な言動の人物だが、本性は殺人に美意識を見出すサイコパス。しかし単なる快楽殺人鬼というわけではなく、自らが殺した相手を記憶するなど殺人に関して独自の理念を持つ。同時に「意志を貫く人は好き」として、自分の行動理念に従って生きる人物には敵や殺す対象でも敬意を払う。また、自身はこの世界にとって異端の存在であると自覚している。ホムンクルスたちへの協力についても、「大きな世界の流れの中で（人間とホムンクルスの）どちらが生き残る力を持つのか（観てみたい）」と述べたり、己の存在の是非を賭けたりと、レイブンら通常の人間の協力者とは一線を画している。
攻撃方法は爆発の錬金術。掌に刻まれた錬成陣（右手に下向きの三角と太陽の記号、左手に上向きの三角と月の記号）を合わせて対象物に触れ、爆発性のある物質へ作り変えるというもの（エドワードはキンブリーの錬金術について、陰と陽の概念に基づくものと推測している）。錬金術の特性に加え、爆発に対する造詣も深いことから「爆弾狂のキンブリー」の異名を持つ。また、イシュヴァール戦を戦い抜いた経験や体術は相当な物で、頭の回転の速さなど、かなりの強さを誇る。
イシュヴァール殲滅戦で活躍した国家錬金術師の一人で、裏では軍上層部より賢者の石を貸与され、より大きな戦果を挙げていた。殲滅戦後、賢者の石の返還を迫った上官たちを爆殺するが、このことでエンヴィーに気に入られ、また自らの特性を最大限にバックアップしてくれることからホムンクルスの協力者となる。その後、表向き上官殺しの罪で中央刑務所に服役していたが、「傷の男」の抹殺と逃亡の疑いのあるマルコーの捕獲、それに伴う報復として村の抹消のため出所する。
その後「傷の男」と戦うが、出所したばかりで体が鈍っているキンブリーには不利な戦いとなり負傷しながらも逃走する。回復後、ブリッグズ砦に部下とレイヴンを連れて現れ、そこでエルリック兄弟と「傷の男」捜索という名目で一時的に協力するがその後、敵対しエドワードと交戦し重傷を負わせる。「傷の男」を追おうとするが、プライドの命令で、ドラクマ軍を騙してブリッグズ砦に侵攻させ、ブリッグズにドラクマ軍を壊滅させることで北の「血の紋」を刻み、国土錬成陣を完成させる。
「約束の日」、セントラル近郊のスラムで、エルリック兄弟やホーエンハイムの策で捕まったプライドを助けに現れる。そこでハインケルに重傷を負わせ、アルフォンスと戦うが、彼とマルコーの作戦によって回復したハインケルに隙を突かれて致命傷を負い、最期はプライドに取り込まれる。しかし、他の魂と違い「魂の暴風雨」の中でも自我を保ち続けており、プライドがエドワードの肉体を奪おうとした際に現れ、ホムンクルスとしての矜持を捨てて「下等生物」として見下していた人間の肉体を奪おうとした彼の行動を「美しくない」と言い放ち邪魔をし、殺されると思ったプライドに対しては「殺す？貴方はエドワード・エルリックをわかっていない！」という台詞を残した。そして、プライドの肉体の崩壊と共に手を振りつつ、笑みを浮かべながら消えていった。
ミドルネームのJは、「『ジャジャジャジャーン』のJ」と作者は述べている。

## 傷の男（スカー）とその一行
傷の男（スカー）
声 - 置鮎龍太郎 / 三宅健太
演 - 新田真剣佑
イシュヴァール人の復讐者。元イシュバラ教の武僧。本名不明。
イシュヴァール人の特徴である褐色肌に赤い瞳の無口で無表情な男。額に大きな十字の傷があり、また特徴である瞳を隠すため普段はサングラスをかけている。国家錬金術師を殺して回る連続殺人犯で、「傷の男」の名は軍部がその額の傷より通称としてつけたものであり、最後まで本名は明かされない（本人は復讐のために名前を捨てたという）。作者によれば本名の設定はあるが秘密だという。
イシュヴァール殲滅戦の生き残りで、錬金術を憎み、復讐のために国家錬金術師の命を狙う。再会した師父に諌められても復讐という行為自体を肯定し、後にその両親を殺害していたウィンリィと対面した時には、自分もまた復讐の対象者であることにショックを受けつつも、彼女の復讐心を肯定する（ただし、これは標的は黙って殺されるべきという意味ではなく、標的の抵抗は否定せず、実際にウィンリィに反撃しようとした）。しかし、ブリッグズで改めてウィンリィと邂逅した際、彼女が自分を殺そうとせず、むしろ怪我を治療したことに「許すのか」と問い、「理不尽は許していない」と返され、衝撃を受ける。そこで師父に説かれた「復讐の連鎖」の意味を理解して考えを改め、以降、主人公らに協力する。終盤では逆に復讐心に燃えるマスタングを諌めた。
戦闘能力は作中でも高いレベルにある。元は、単身でアメストリス兵10人に匹敵すると言われるイシュヴァラ教の武僧であったため、並外れた体術を持つ。加えて、右腕全体に「分解」の錬成陣が刻まれており、分解を行使することで、相手の肉体や装備、また周辺の物（壁や床など）を直接破壊することを得意とする。また、この錬成陣は正確には錬丹術に属すものであり、「お父様」の錬金術封じが効かない。ただし、「理解→分解（→再構築）」の錬金術の基礎は変わらず、分解する対象を理解していないと破壊することはできない（作中では生身の腕と思ってエドワードの右腕を破壊しようとし失敗している）。「約束の日」においては、左腕に兄が残した「再構築」の錬成陣を書き込み、単なる破壊だけではなく錬成も攻撃に用いた。
イシュヴァール殲滅戦においてキンブリーの襲撃を受け家族と右腕を失う（額の傷はこの時に受けた）。「傷の男」自身も重傷を負っていたが、錬金術を研究していた兄が庇い、自分の「分解」の錬成陣が彫られた右腕が移植されたことで一命を取り留める。その後、ロックベル夫妻の診療所に運ばれ治療を受けたが、意識が戻った瞬間、怒りと錯乱から2人を殺害し、以降、アメストリスへの復讐を誓って行動を始める。
物語序盤にタッカーと、ニーナ（アレキサンダー）の合成獣を殺害し、その後にエドワードの命を狙ったことからエルリック兄弟との関係が始まる。ホムンクルスたちの計画の支障でもあることから彼らからも命を狙われ、何度か危ない目に遭う。物語中盤でウィンリィの両親を殺害した犯人だと判明するとエルリック兄弟も裁きを受けさせるために積極的に「傷の男」の拘束に乗り出すようになる。一方で、ホムンクルスのアジトに潜入した際、マルコーよりイシュヴァール殲滅戦の真実を知り、兄が残した錬金術書を基にホムンクルスたちの計画を破綻させようと目論む。ブリッグズでエルリック兄弟に拘束されるも、上述のようにウィンリィの影響を受けて考えを改める。ホムンクルスたちの計画を破綻させるため、また事実上ホムンクルスらの人質となっていたウィンリィを守るため、エルリック兄弟らと協力関係を築く。そして兄が残した錬金術書から「逆転の錬成陣」を見つけ出し、またマルコーと共に各地に散ったイシュヴァール人たちを集め「約束の日」に臨む。
「約束の日」においては「逆転の錬成陣」を発動させるために国土錬成陣の中心へ向かうが、そこでブラッドレイと戦うこととなる。死闘の末、これを制して「逆転の錬成陣」を発動させるとそのまま倒れる。戦いの後、オリヴィエによって密かに戦場から連れ出され、表向き生死不明扱いとなる。そしてマスタングの下に就くことになったマイルズの頼みで、共にイシュヴァール復興に尽力する。
オマケでは猫好きなど、外見に似合わないことをネタにされる（本編でも可愛いものに弱いという描写はある）。また、初期から物語中枢にいるキャラクターながら、4回行われた人気投票では1度もTOP10に入ることはなく、マスタングの2位ネタと並んで、毎回それをネタにされている。
ヨキ
声 - 矢尾一樹 / 同左
ユースウェル炭鉱主。軍部の中尉。その後、すべてを失い浮浪者となる。
胡散臭い髭の中年男。元はユースウェルの一炭鉱主だったが出世欲に駆られて軍に入り、中央の高官に炭鉱の利益を賄賂として贈ることで地位を得る。賄賂を増やしてさらに地位を得るために、重税でユースウェルの人々を苦しめていた。しかし、ユースウェルを訪れたエドワードに騙されて炭鉱の経営権を奪われた挙句、東方司令部にも悪行が報告され軍を追放される。その後、放浪していたところをイシュヴァール人の貧民街に拾われるも、貧民街の掟を破って「傷の男」を売ろうとしたため、住民から袋叩きの末に追い出される。そして半ば脅迫に近い形で「傷の男」の付き人として行動するようになる。ホムンクルス一派の元から脱走した可能性があるマルコーを追う軍の目を欺くために、黒髪中年男性という共通する身体的特徴から彼の身代わりとして利用されることもあった。
小悪党な人物で、本編・オマケ問わずコメディリリーフを務めることが多い。長所や活躍は極めて少ないが、元炭鉱経営者であったために鉱山については詳しく、ブリッグズ編ではその知識で活躍している。また「約束の日」では、プライドに自動車をぶつけてアルフォンスたちを救う。性格も「傷の男」たちと行動するうちに、彼やマルコーを心配する発言もするようになり、少しずつだがまともになっていく。
レギュラーでない時からオマケによく登場し、四コマでは様々な職業や役柄で登場している。本編のネタでも「ヨキ2世」という故人の墓や「ヨキサーカス」というサーカス団のちらしが登場している。特に「ヨキサーカス」は、最終話にてハインケル、ダリウスと共に実際に結成したらしい描写がある。「ヨキはお気に入りですか？」という質問に対し荒川弘は「ああいうわかり易いキャラは描いていて楽しい」と答えている。また、ウィンリィの登場が遅れたことについて不服を持ちつつも（詳しくはウィンリィの項目を参照）、そのおかげでヨキが生まれたかもしれないと述べている。
ティム・マルコー
声 - 戸谷公次 / 小室正幸
演 - 國村隼
元国家錬金術師。医者。優しそうな小柄の中年男性。かつて医療系の国家錬金術師として、軍の研究機関で「賢者の石」の製造に関わっていた人物。イシュヴァール殲滅戦で「賢者の石」が使われると、その罪悪感から軍を脱走する。元々悪事を成すような性格ではなく、「傷の男」と出会った時は彼が国家錬金術師を狙う連続殺人犯であることを知りながらも、自分がイシュヴァール殲滅戦に加担した国家錬金術師であることを告白し、死を以てホムンクルスに一矢報いるために自らを殺すように求めるほどであった。後の「傷の男」との行動や「約束の日」の阻止などはその贖罪のためであり、「傷の男」も最初は生き証人や兄の研究書解読のためという名目で生かしていたが、やがて仲間と認めるようになる。
「賢者の石」の製作に関して主要な立場にいたこと、人柱の候補者にされていること、ホムンクルスの企みにある程度気づいているなど、錬金術師としてはかなり有能。特に「賢者の石」については詳しく、その破壊法を作り出し、エンヴィーを敗北させている。
資料や石の試作品を持って軍を出奔した後、「マウロ」と名を変え、田舎の町医者として暮らしていた。偶然出会ったエドワードに「賢者の石」の秘密を示唆するが、同時にラストに見つかり、町を人質に監視される。第三研究所の戦いの後にはホムンクルスたちの本拠地に監禁されるが、後に潜入した「傷の男」により生き証人として脱出させられ、彼の一行と行動を共にするようになる（その際に顔面の表皮のみ破壊され、強制的に顔を変えられる）。
ブリッグズではメイと共に「傷の男」の兄の研究書を解読し、「逆転の錬成陣」を見つけ出す。また、自らを囮にエンヴィーを誘い出し、彼の賢者の石を直接破壊するという活躍を見せる。「約束の日」の前には「傷の男」と共に各地に散ったイシュヴァール人の生き残りたちを集める。「約束の日」当日は軍に見つからぬようカナマスラムで留守をしていたが、プライド・キンブリーと戦うアルフォンスの援護をすべく重症を負ったハインケルを賢者の石を使って回復させ、キンブリーに致命傷を負わせるのに一役買った。また、事前にキンブリーの部下2名を錬金術で拘束して車を奪取し、結果的にプライドの追撃を振り切る手助けもしている。
最後の戦いの後、ノックスの紹介でマスタングの下を訪れ、自らが持つ「賢者の石」で眼を治療する代わりに、イシュヴァール復興に力を注ぐこと、また自分がそこで医者として暮らせることの取引を申し出て受領される。

## ホムンクルス
ホムンクルスの記載の順番はお父様を除き登場した順番とする。
お父様 / フラスコの中の小人
声 - 家弓家正 / 大塚明夫（ゲーム『MOBILE』）
演 - 内野聖陽、山田涼介（青年姿）
ホムンクルス一派の長であり、本作品の物語における最終的な敵役。ホムンクルスたちの作成者であり、その呼び名の通り父親と言える存在。「フラスコの中の小人（ホムンクルス）」とも呼称されるが正式な固有名詞は作中に登場せず、後述の理由から便宜的に「お父様」と記す。
ヴァン・ホーエンハイムに瓜二つな容姿をした男で、彼よりやや老けた印象がある人物。ただし、これは本体を包む容れ物（ホーエンハイム曰く「俺を模した革袋」）であり、本体は影のような不定形なものに無数の目と口が備わった生命体。ノーモーションで強力な錬金術の行使が可能な上、ホムンクルスや擬似・真理の扉の作成など、人智を超えた錬金術の知識を有する。セントラルシティの地下深くに本拠を構え、掌握・使役しているホムンクルスや軍上層部を通して作中を暗躍する。その最終的な目的は、惑星の「真理の扉」を開き、「神」と呼ぶモノを取り込み、完全な存在となることだった。
性格は極めて冷酷。人間を「レベルが違いすぎて何の感慨も湧かない」と言い捨て、駒または資源としか認識しておらず、命を奪うことにも全く抵抗が無い。また配下のホムンクルスを生み出す際に七つの大罪（「傲慢(pride)」「色欲(lust)」「強欲(greed)」「嫉妬(envy)」「怠惰(sloth)」「暴食(gluttony)」「憤怒(wrath)」）として自らの魂を割譲したため、感情や欲望といったものが薄い。そのため使役するホムンクルスや計画に必要な人柱などの自らにとって有益な者ならある程度厚遇するが、そこに情までは抱いておらず、意に背かれたり不用とみなした時点で躊躇なく切り捨てる（離反したグリード、終盤のプライドや人柱など）。
その出自から錬金術を含め豊富な知識を持ち、さらに膨大な魂を秘めた賢者の石を持つため、ノーモーション・ノーコストで強力な錬金術を行使できる。加えてアメストリスの錬金術そのものに自分の力を介在させており、アメストリス中の錬金術行使を封じることも可能（理論が異なる錬丹術か「賢者の石」以外では対抗手段がない）。「神」を取り込んだ最期の戦いでは疑似太陽を作り出すなどもやってのけた。
元はクセルクセス王国のある錬金術師が、奴隷であったホーエンハイムの血を用いて偶然に作り出された存在。本人曰く「フラスコの中の小人（ホムンクルス）」で、影または黒いガスが集まってできたような丸い姿をしており、現実の錬金術におけるホムンクルスのように、フラスコの中でしか生きることができず、生まれながらにして人智を超えた知識を持っていた。このころは感情豊かで、「血を分けた家族」と呼んで特別視していたホーエンハイムに名前を与え、さらに「人間としての権利を手にしないまま奴隷として一生を終えるのは息苦しいフラスコの中にいるのと同じだ」と広範な知識を与えた。しかしフラスコの中でしか生きられない境遇に不満を持つなか、不老不死を欲する王を利用してフラスコの中から外に出て自由になることを画策、彼らを言葉巧みに騙してクセルクセス全土を用いた国土錬成陣を作らせた後、クセルクセス人を全員「賢者の石」に錬成、その力でホーエンハイムの血の情報を基にした「容れ物」を作って自由を得ることに成功し、また、石の半分の力はホーエンハイムに付与した。
その後、さらなる完全な存在となることを画策し、星を1つの生命体と見立てた上で惑星の「真理の扉」を開き、その中にある情報、彼が称するところの「神」を自らに取り入れることを目論む。それに必要な、クセルクセスを上回る大規模な石の錬成陣（国土錬成陣）を構築するため、自らが使役するホムンクルスらを作り出し、さらに歴代の国の幹部に力を与えていた。また、最終的に星の扉を開くのに必要な「真理の扉」を開けた錬金術師5人（人柱）を探していた。
物語最終盤、エドワードたちの妨害を受けつつも予定通り「神」を手に入れ（それと共に青年の姿になる）、長年の計画を成就させたかに見えたが、ホーエンハイムによる「逆転の錬成陣」によって計画が狂い、「神」を押さえつけるために「賢者の石」に錬成した大量の魂を手吐き出してしまったうえ、「傷の男」によって錬金術封じも無力化。新たな「賢者の石」を生み出すために外へ飛び出し、自分を追ってきたエドワードたちとの激しい攻防の末、「神」を押さえる分の「賢者の石」を消費したために「神」の力が暴走して周囲を吹き飛ばし、巻き込まれて負傷したエドワードを「賢者の石」にしようとしたが、アルが自分の魂を代償にエドワードの右腕を戻したことで形勢が逆転、エドワードの猛攻になす統べなく圧倒され、今度はグリードの賢者の石を奪い返そうとしたが、賢者の石と共に敢えて吸収された彼の反逆で身体の一部(アニメ版は全身)を炭に変えられてしまい、反逆された怒りでグリードの魂を噛み潰して消滅させたものの、最後はエドワードの一撃で胸に大穴を空けられ、そこから生じた黒い手に飲み込まれて強制的に「真理の扉」の前に転送された。扉の前で「神」が自分の物にならないことに憤りを口にするなか、背後から現れた「真理」に、「己を信じておらず、他人の力を盗み、『神とやら』にしがみ付いていただけでお前自身が成長していない」と指摘され、さらに国土錬成陣発動前に自身がエドワードたちへ語った「思い上がった者に絶望を与えるのが『真理』」という持論を持ちだされて愕然とし、「だからお前にも絶望を与える」と告げられた直後、門の中から出た無数の手に捕まり、絶叫を上げながら引きずり込まれた。
本編では役柄上笑いをとる行動は皆無だが、オマケではかなりコミカルに描かれている。特にフラスコにいたころの姿がマリモに似ていることをネタにされることが多い。
ラスト
声 - 佐藤ゆうこ / 井上喜久子
演 - 松雪泰子
「色欲(lust)」の名を持つホムンクルス。2番目に造られ、胸元にウロボロスの紋章を持つ。
ウェーブがかった長髪にドレスのような服を纏う美女。冷静沈着な性格で謀略に長ける。ホムンクルス内では実行隊長的な役割を持ち、物語初期から登場してアメストリス各地を周り計画を遂行している。単独行動が多いが、グラトニーと行動することも多く、グラトニーからは慕われている。
ホムンクルスとしての固有能力は、指先を伸縮自在の鋭利な刃に変える「最強の矛」。名の通りかなりの貫通力を誇り、相手を突き殺すなど、作中では数々の戦闘や殺しを行う。一方でホムンクルスの能力である再生力を頼りにして防御や回避行動は行わないため、普通なら致命傷に匹敵するダメージを受けることは多々ある。
作中に最初に登場したホムンクルスでエルリック兄弟の旅の影で暗躍し、用済みとなったコーネロを殺害したり、計画の支障となる「傷の男（スカー）」の命を狙うなどする。第五研究所の戦いにおいて、初めてエドワードらの前に正体を現すと牽制をかけ、エドらがホムンクルスの暗躍を初めて知ることとなる。その後、物語中盤において、セントラルで秘密裏に行動しているマスタングらを牽制および調査するために、ソラリスと名乗ってハボックに近づいたり、バリーの肉体を解放したりする。しかし、ハボックから情報は得られず、またバリーの肉体が魂と引かれ合ったことが裏目に出て第三研究所に侵入され、マスタングたちと戦うこととなる。マスタングとハボックに重傷を負わせ、さらに懐まで侵入したバリーを破壊し、アルフォンスとホークアイを追い詰める。しかし、傷口を自力で焼き潰して復帰したマスタングの奇襲を受け、彼の猛攻により「賢者の石」の再生能力を使い果たし敗北。自身に勝利したマスタングを称賛し、彼の今後の運命を憐れむ発言を残して消滅する。
マスタングとラストの対決は連載当初から決まっていたという。
グラトニー
声 - 高戸靖広 / 白鳥哲
演 - 内山信二
「暴食(gluttony)」の名を持つホムンクルス。6番目に造られ、舌にウロボロスの紋章を持つ。
坊主に丸顔、丸い巨体という肥満体の男（容姿のモデルはスノーマン）。のんびり屋でマイペースな性格。無邪気な子供のようだが、名の通り常に腹を空かせており「食べていい？」が口癖。知能は低く、自己判断で行動するという意思に欠け、攻撃する場合でさえも仲間の許可を待つといった受動的な面が目立つ。そのため、仲間と行動を共にすることが多く、特にラストを慕っている。
ホムンクルスの中でも特殊な素体の一体で、その正体は「お父様」が真理の扉を作り出そうとして失敗した「擬似・真理の扉」。グラトニーに食べられた（あるいは「飲み込まれた」）物体は、本来の「真理」に相当する空間に送り込まれる。この空間は足元に血の海が広がる暗闇の果てしない空間であり、通常、出ることはできない。
ホムンクルスとしての固有能力は、材料や質量問わずあらゆる物を無限に食べられること。ホムンクルスの耐久性を生かした猪突猛進な突撃を行い相手を喰らう。これらは先述の「擬似・真理の扉」の機能として可能となっている。さらに腹が縦に裂けて、肋骨を牙に見立てたような大きな口を広げ、対象を棒放射上に「飲み込む」こともできる（この時の姿は真ん中に目があり、「真理の扉」が開いた時のものに似ている）。普通に口で食べる場合は、肉が柔らかいという理由で女の子を好む。また鋭い嗅覚を持ち、目を眩ませられても臭いによって相手の位置を把握できる。
ラストと共に物語序盤から登場する。第三研究所の戦いでラストが死ぬとショックで悲しみ、ラストを倒したマスタングへの怒りから暴走する。「約束の日」の直前にはプライドと共に行動し、その嗅覚を使ってアルフォンスを捕らえエドワードたちを追い詰めるが、グリードと人格交代したリンが戦線に加わり、さらにランファンまで参加したことで形勢が一変。暗闇でもホムンクルスの気配を察知できるリンとランファンに手も足も出ないまま追い詰められ、劣勢を打開するためにグラトニーの嗅覚を欲したプライドに取り込まれ、死んだラストに助けを求めながら消滅した。
エンヴィー
声 - 山口眞弓 / 高山みなみ
演 - 本郷奏多
「嫉妬(envy)」の名を持つホムンクルス。4番目に造られ、左脚の太股にウロボロスの紋章を持つ。
中性的な顔立ちに小柄な体格をしている少年のような姿（ただし性別は不明）。上半身は筋肉質でがっちりとしているが、下半身は女性のようにすらっとしている。端正な顔立ちをしており、物語序盤での初登場時、多くの読者が女性だと思ったほど。他のホムンクルスたちに比べ感情豊かで饒舌であるが、本性は極めて残忍かつ冷酷でラストから「仲間内で一番えげつない」と評される。「お父様」の計画のため、後述する変身能力を生かして様々な事件・出来事の裏で暗躍する。
人間への侮蔑の念が強いホムンクルスたちの中でも特にそれが酷い。「お父様」には忠実だが、計画の範囲内であれば、より非道な演出も行い、人間を嘲笑う。一方で自分が見下されることには敏感で、些細なことでもすぐに逆上し、冷静さを失う。特に本来の姿にコンプレックスを抱いており、醜さを指摘されることを嫌う。その本質は、自分らより劣るはずの人間が（精神的に）強いことへの嫉妬であった。
ホムンクルスとしての固有能力は、外見を自在に変えられること。人間や動物のみならず武器などの無生物にも変身したり、身体の一部分だけを変化させたりすることも可能。また、大きさも自在に変化させることができる（重量は変わらない）。一方で、変身は自身の視覚情報を頼りにして行うので、変身後の姿にミスが生じることがある。また、普段の姿も変身した姿である。
本来の姿は、四本腕・四本足の巨大なトカゲに似た醜悪な容姿の化物で、「賢者の石」を構成するクセルクセス人が全身から表出している。当人はこの姿を嫌ってはいるが、戦闘力が高くなるため、戦闘で劣勢に陥った場合にはこの姿に戻る。また、核となる「賢者の石」を破壊された場合には、人間の拳程度の大きさの脊椎動物の胚のような姿の本体となる。この姿では基本的に何もできないが、噛み付いて相手をコントロールしたり、「賢者の石」を吸収することで元の姿に戻るといったことは可能。
その変身能力によってイシュヴァールの内乱や、リオールの暴動を引き起こす。また、物語序盤においては、計画に気付いたヒューズを射殺する。以後も、計画遂行のために暗躍し、ラストの死亡後は彼女に代わって実行隊長的な役割を得る。しかし、マルコーへの脅しを実行するため北方へ赴いたおり、彼に核である「賢者の石」を破壊される。非力な状態となるも、メイを上手く誘導して「約束の日」にセントラルへ帰り着く。
人形兵の「賢者の石」のエネルギーを吸収することで元に戻り、マスタングらを迎え撃つ。親友の姿に化けたりするなど得意の人間の弱さを利用した戦法を用いるも、エンヴィーに殺されたヒューズの仇を討とうと復讐に燃えるマスタングには全く歯が立たず、「賢者の石」を使い果たし何もできない状態に戻る。最期、復讐の完遂を諌められるマスタングを見て煽るが、人間の強さと、そして、エドワードから「人間への嫉妬」という本質を理解され、自害する。
4回行われた人気投票ではホムンクルスの中で唯一10位以内に毎回入っている（他に10位以内に入ったホムンクルスは第4回7位のグリードのみ）。2009年版のアニメの声優を担当した高山みなみは「気が短いように見えるが、実はそうでもなく、意外と人の話を聞き、律儀な面もある」と語っている。本編退場後も集合イラストなどで作者に描かれる機会があったが、ことごとくギラギラしていない険の抜けた表情になってしまい描き直しに苦労したというエピソードがある。
グリード
声 - 諏訪部順一 / 中村悠一
演 - 渡邊圭祐
「強欲(greed)」の名を持つホムンクルス。3番目に造られ、左手の甲にウロボロスの紋章を持つ。
体格の良い青年風の男。名の通り自分の欲望に忠実で、金・女・命、この世のありとあらゆるものを欲している。口癖は「ありえないなんてことはありえない」。女性を殴らないことと、嘘を付かないことが信条。100年ほど前に、己の業である強欲を満たせないとして「お父様」の元から去る。その後、軍の実験で合成獣となった者たちを集め、ダブリスの「デビルズネスト」を根城に自由奔放に生きていた。
とかく欲望に忠実な性格だが、「欲望に貴賎無し」と述べ、独自の理論を展開する。部下たちについても「強欲」ゆえに自身の所有物と言い放つが、それゆえに単なる駒として見ず、守ろうとする。そのため部下たちからは慕われていた。また、絶えず湧き上がる渇望感を満たすために「お父様」の目的である「神」の横取りも企てていた。しかし、最後にリンに本当に欲しかったものは仲間と指摘され、それを認める。
後述するように1度「賢者の石」に戻され、リンを素体とした人間ベースのホムンクルスとして復活する。普段は自身が表に出ているが、ブラッドレイと違って依然リンの意識も存在しており、必要に応じてリンの意識が表に登場するなど、共存しているような関係にある。また彼自身、シンの王となることを公言するリンを気に入っている。能力面でもホムンクルスとして再生能力や硬化能力はそのまま有しており、リンが支配的になれば、シン国人特有の気を読むという能力も発揮できる。詳しくは#リン・ヤオの項目も参照のこと。
ホムンクルスとしての固有能力は、体内の炭素の結合度を変化させて肉体を構成する物質を変化させること。基本的にはダイヤモンド並の硬度に変化させて防御力を得る「最強の盾」として使用されるが、これで手の爪などを硬化すれば攻撃力にも転化できる。逆にボロ炭に変化して脆くなることもでき、「お父様」に取り込まれた際には抵抗として「お父様」の肉体をボロ炭に変えようとした。全身を変化させることができるが、「ブ男になる」という理由で全身同時の変化は滅多にせず、普段は体の一部分を硬化させるに留まっている。非常に強力な能力だが弱点もあり、ホムンクルスの再生能力とは同時に発揮できず、硬化そのものも若干の時間がかかるため、連続攻撃に弱い。また、「炭素の結合度を変化させる」能力であると知られている場合、これを錬金術によって外部から干渉されることで能力を直接的に妨害される可能性もあり、作中でもエドワードと戦った際にその方法でダメージを受けている。
アルフォンスに対する魂の錬成を知り、エルリック兄弟がダブリスにやってきたと知ると完全な永遠の命を手に入れるため、兄弟に近づく。ところが、それが原因で正体はラースであるブラッドレイに居場所を知られてしまい、デビルズネスト掃討戦が起こる。ブラッドレイに拘束され、「お父様」の元へ連れ戻されるが、再び「お父様」の元で働くことを拒否し、「賢者の石」に精製し直されて「お父様」に飲み込まれた。その後、ホムンクルスたちのアジトへ侵入したリンが「強欲」の「賢者の石」を注入されたことで、人間ベースのホムンクルスとして復活する。前の記憶は無く、当初は「お父様」に従っていたが、ビドーを殺したことで記憶が戻り、再び「お父様」を裏切る。その後、偶然にエドワードと再会し、建前は彼を部下にするという形で、仲間となる。
「約束の日」では、バッカニアらと協力して因縁あるブラッドレイと戦う。そして、バッカニアの最期の頼みである正門の死守を行う。その後、エドワードたちを出し抜いて「神」の横取りを企てるが続け様に失敗する。だが、そこでリンから本当に欲しかったものは仲間だったと指摘され、それを認める。その後、グリードの体内の賢者の石を欲した「お父様」に取り込まれようとした時に、リンを巻き添えにしないためにわざとリンから分離すると共に（その際に前述の「嘘をつかない」という信条を破る）、炭素結合度を脆い炭に変えるという方法で「お父様」を窮地に追い詰める。しかし、「お父様」によって引きずり出されて噛み砕かれる。消滅の間際、エドワードやリンたちが自分を見る目が「かけがえのない仲間を失う目」であることを見て、エドワードやリンたちを「魂の友」と認め「もう十分だ、なんもいらねぇや」と言い残し、満足のうちに消滅する。

スロウス
声 - 立木文彦
「怠惰(sloth)」の名を持つホムンクルス。5番目に造られ、右肩の後方にウロボロスの紋章を持つ。
非常に大柄な体格の男。名前の通り非常に物臭な性格で、口癖は「めんどくせー」。動きや思考は鈍重であり、感情の起伏も乏しい。一方で戦車の砲撃にも動じない強靭な肉体とトンネルを素手で掘る怪力を持つ。ホムンクルスの特徴の一つである基盤模様が顔の右半分にまで伸びており、隻眼になっている。国土錬成陣のトンネルを掘る役割を与えられており、少なくとも100年以上ずっと掘り続けていた（ラストは怠けていたから時間が掛かったと述べている）。
ホムンクルスとしての固有能力は、超高速移動で「最速のホムンクルス」を名乗る。残像すら残さず、目で追うことすらも能わない速さで移動する。そこに巨体と強靭な肉体が加わることで、非常に強い衝撃・攻撃力を持った体当たりとなる。ただし、元来の面倒くさがりのため、多少のことでは使おうとせず、また速過ぎるために移動中は方向を自分でコントロールできない。スロウス自身はフェイントをかけるなどの武術や駆け引きの技術は皆無であるため、目で追うことすらできないとは言え、武術の達人であれば予備動作などからスロウスの動きを見切ることは可能。
ブリッグズ編で本格的に登場し、トンネルを掘っている最中にブリッグズ要塞に迷い込んでしまう。そこでエルリック兄弟とオリヴィエら要塞の面々と交戦することとなり、最終的には凍結させられ、身動きがとれなくなる。その後、砦を訪れたレイブンによって解放されてトンネル掘りを再開し、ついに完成させる。その後は、「お父様」の護衛として行動し、「約束の日」では反旗を翻したオリヴィエを殺そうとする。姉の救援にかけつけたアームストロング少佐や彼らに協力した中央兵を相手に超高速移動で追い込むが、さらに救援に駆けつけたカーティス夫妻には歯が立たず、アームストロング少佐とシグの連続攻撃によって「賢者の石」を使い果たし、「生きてるのもめんどくせえ」と言いながら消滅する。
プライド
声 - 三瓶由布子
演 - 寺田心
「傲慢(pride)」の名を持つホムンクルス。最初に造られたホムンクルスで「お父様」の本来の姿に似せてある。セリム・ブラッドレイの正体。
「始まりのホムンクルス」と名乗るホムンクルスたちのリーダー的存在。普段は「容れ物」と呼ばれる少年の体で行動し、ブラッドレイの養子・セリムとして振舞っている（外見の年齢を僅かに変化させることができる）。セリムを演じている時は年相応の言動だが、ホムンクルスとしては紳士然とした丁寧な口調で話す。ただし、その本質は名の通り傲慢で非常に慇懃無礼。エンヴィー以上に冷酷無比な性格で、兄弟すらも駒同然に扱う非情さをみせる。ホーエンハイムからは「傲慢」こそが「お父様」の本質とし、だから最初に切り離され、性格や姿が似ている（あるいは似せて造られた）と指摘されている。
上述のような性格ゆえ、自分以外の者を馬鹿にする発言が多く、養母であるブラッドレイ夫人に対しても、セリムとして良い息子を演じ「家族ごっこ」と称している。一方で、母親の情というものに興味を持ち、「あれは好きだった」と吐露している。また、ホムンクルスの矜持を述べる一方で、「（我々と違い）人間は揺ぎ無い信念を持っている」と評してもいる。特に国土錬成陣が発動してからは、傷ついていく自分に目もくれない本当の父親の姿をエドワードに指摘され、消滅する間際には偽りであるはずの両親（ブラッドレイ夫妻）を思い浮かべていた。
ホムンクルスとしての固有能力は、本体である影を自由自在に操ること。本体は巨大な影に無数の目や鋭い歯を持った口が備わった不定形の姿をしており、フラスコの中の小人としての「お父様」に似た姿をしている。この影は伸ばしたり広げたりするなど、変幻自在に形を変えることができ、強度も自由に変えられる。例えば槍のように尖らせて伸ばすことで並の防壁など意に介さない強力な攻撃となる。また影さえあれば、それを媒介にしてどこまでも伸ばせる。一方で弱点として、影は本体から切り離すことができず、切り離されると先が消滅する。またあくまで「影」であるため、「影と影でない部分」がはっきり分かれる光源がある状況でないと能力を行使できない。完全な暗闇では言うまでもなく、影が一切消えてしまうほどの強い光の前でも無力化される。国土錬成陣の外に出ることもできない。他にも、鎧のアルフォンスに対し影で自由を奪い意識を乗っ取ったり、グラトニーやキンブリーにしたように影の中に飲み込んでしまうという能力も見せる。これはグラトニーの能力とは異なり、命そのものを自分自身に取り込んでしまう能力で、グラトニーを取り込んだ結果、彼の能力である鋭い嗅覚を会得している。ただし、容れ物としてのセリムの身体能力は年相応のものである。
物語中盤で正体が明らかとなるまではブラッドレイ夫妻の無邪気な幼い息子としてしばしば登場する。しかし、実際には古くからセリムの姿で政府要人たちの傍らにおり、本編開始後もラースと国家錬金術師の最終選定を行うなど、「お父様」の代理として監督・命令などを行っていると思われる描写が存在した。また他にも、国土錬成陣の地下トンネルの番人のように、侵入者を撃退していた。物語後半ではラストの死亡やエンヴィーの行方不明を受けて、グラトニーを従えて自ら活動し始め、自身の正体を見破ったホークアイに圧力をかけるなど表舞台にも積極的に登場するようになる。
物語終盤、「約束の日」の直前においてはグラトニーと共にエルリック兄弟を追跡し、単独行動をしていたアルフォンスを乗っ取り、セントラル付近のスラム「カナマ」でエドワードと交戦する。ところがエドワードが明かりを消した上で、応援に駆けつけたリン（グリード）、ダリウス、ハインケル、ランファン、フーと多様な相手と戦うはめになって劣勢に陥り、グラトニーを取り込んで一時は形勢を挽回するも、そのままアルフォンスが自ら囮となって幽閉されてしまう。「約束の日」の当日、機転を利かせてキンブリーに助け出され、今度は彼と人柱であるアルフォンスを捕らえようとするが、マルコー、ハインケル、ヨキの連携によって逃げられ、戦いで負傷して瀕死となったキンブリーを取り込んでセントラルに急行する。最後の人柱であるマスタングの扉を開かせるため、人体錬成の構築式を持った「金歯医者」を半分取り込み、強制的に彼の扉を開かせる。人柱が揃ったことにより「お父様」は星の真理の扉を開くことに成功するが、プライドは扉を開いた代償として身体の崩壊が始まる。そのため、エドワードとの戦いで彼の身体を乗っ取ろうとするが体内にいたキンブリーに邪魔をされる。そして、自身を「賢者の石」として侵入してきたエドワードに、手の平サイズの胎児のような本体を引き出され敗北する。
最終的にホムンクルスでは唯一生き残り、「約束の日」の後はブラッドレイ夫人に引き取られる。かつての記憶は無く、本当に年相応の感覚の少年として育っている。額には胎児の姿と同様の円形の模様が浮き出ている。
ラース
「憤怒(wrath)」の名を持つホムンクルス。7番目に造られ、左眼にウロボロスの紋章を持つ（眼としての機能は失っていない）。キング・ブラッドレイの正体。

## シン国の人物
隣国シンから不老不死の法を求めやってきた者たち。
リン・ヤオ
声 - 宮野真守
演 - 渡邊圭祐
シン国第十二皇子。一人称は「俺」。メイとは異母兄妹にあたる。大陸暦1900年生まれ。初登場時15歳。後にグリードとなる。
細目の少年。50万人からなるヤオ族の出身で、ヤオ族の地位向上と次期皇帝になるため、不老不死の法を求めてアメストリス国に不法入国してくる。ラッシュバレーで出会ったエルリック兄弟が不老不死の法（「賢者の石」）に通じていると直感し、兄弟を追いかける。ランファンとフーを護衛役として連れているが身勝手な行動でよくはぐれる。また、大食漢でもあり腹を空かせて行き倒れていることが多い。
基本的に笑顔で陽気な性格。細目なのは、目つきが悪いことを気にして意図的にしている。その反面、出身部族代表として、多くの兄弟たちと次期皇帝の座を競いあっており、シビアな一面もみせる。そして「王は民のために在る者」と統治者としての強い信念を持つ。後に「強欲」の賢者の石が注入された際には、シンの皇帝となることを公言してグリードに気に入られている。
暗殺の危機から逃れるために身体を鍛えており、卓越した体術を誇る。また武器として柳葉刀を用いる。さらに気の流れを読むことができ、人とは違う気を持つホムンクルスらを探知し、彼らとの戦いを有利に進める。
不老不死の法を手に入れるため、エドワードやマスタングらと協力してグラトニーを捕らえる。しかし、グラトニーの暴走でエドワードと共に飲み込まれてから、紆余曲折の後、ホムンクルスたちのアジトに乗り込むこととなる。そこで「お父様」と対峙することになるが、手も足も出ず、「強欲」の賢者の石を注入されてしまう。拒絶反応の中で、自身を取り込もうとするグリードに対し、逆に受け入れてやると啖呵を切り、彼にその強欲さを気に入られる。そして、人間ベースのホムンクルスとなり、以後はグリードとして行動する。しかし、リン自身の魂は自我を残したまま存在しており、地下でグリードがビドーを手にかけて記憶のフラッシュバックを起こし、パニックを起こした隙をついて主導権を奪回、エドたちとの合流に成功する。その後、落ち着きを取り戻したグリードに再び主導権を奪われるが、ホーエンハイムとの遭遇後に起きたプライドとの戦いをきっかけに主導権が半々となり、場合に応じて勝手に入れ代わるようになった。
「約束の日」も、基本はグリードとして行動していたが、ブラッドレイとの死闘でフーが戦死し、その死を無駄にしなかったバッカニアにも何もできないことに歯噛みする（この時銃撃を頭に受けたが再生している）。そこに、瀕死のバッカニアから正門の防衛を頼まれ、グリードの硬化能力を駆使して押し寄せる中央兵を一人で圧倒、門を守りきった。
「お父様」との最終決戦、「神」を横取りし、渇望感を埋めようとするグリードに対し、彼が本当に欲しい者は仲間だと指摘する。「お父様」に吸収されそうなグリードを引き止めようとするが、結局グリードがリンを巻き添えにしないために自身を犠牲にしたことで、引き止めきれずに終わる。
「約束の日」の後は、マスタングらに協力する過程でシンに匿ったロスが手柄を立てていたことと、ランファンが「賢者の石」を手にしたことにより、皇帝となることがほぼ決まる。その際には、他家の者も蔑ろにせず全て王として受け入れると宣言、メイからは「強欲過ぎ」と言われ、グリードの影響を受けたことを自覚した。帰国後は、皇帝に即位し、アメストリスとの条約を結んだりしている。
グリードの項も参照のこと。
ランファン
声 - 水樹奈々
演 - 黒島結菜
ヤオ家に代々仕える家系の娘でリンの護衛の1人。一人称は「私」。内気な性格で黒い仮面を常時付けている。リンを「若」と呼び、彼の誹謗中傷には一切容赦しない。リンがグリードになった際には、自分の無力さに涙を流している。
戦闘スタイルは忍者のような白兵戦で、卓越した体術と主にクナイを武器として戦う。戦闘能力は高く、エドワードと互角の戦いを見せる。左腕を機械鎧にしてからは、肘部分に仕込んだ刃物を使って戦い、その際にはリハビリが十分ではないにもかかわらずグラトニーを圧倒している。
エルリック兄弟、マスタングらとの協力でグラトニーの捕獲を試みた際に、ブラッドレイの奇襲を受けたことがきっかけで左腕を失う。そしてノックスの世話になった後、リンがグリードになったことを知らされ、これを取り戻すべく祖父・フーと共にセントラルを離れ、エルリック兄弟とも別れる。
「約束の日」の直前、カナマスラムでの戦いに機械鎧を装着して馳せ参じ、グラトニーを圧倒する。その後のセントラルの戦いではリン（グリード）を探し出すため、エドワードらとは別に単独で地下の捜索をする。ブラッドレイが「傷の男」に敗れて行動不能になった後、祖父の仇を取るために現れるが、とどめを刺す前にブラッドレイは息絶えてしまう。そして最終決戦ではリンと共に戦い、グリードの捨て身の攻撃に一役買う。
ブラッドレイが持っていた賢者の石を回収したことでリンが皇帝になることが決まり、「約束の日」の後、『鋼の錬金術師 FULLMETAL ALCHEMIST』最終回の写真では皇帝となったリンの横にいる。
フー
声 - 堀勝之祐 / 稲葉実（ゲーム『MOBILE』）
演 - 筧利夫
ヤオ家に代々仕える家系でリンの護衛の1人。一人称は「儂」。ランファンの祖父。
卓越した体術を誇る白髪白髭の老人男性。リンのお目付け役ということになっているが、よく見失っている。普段はランファン同様に白い仮面をつけている。義理堅い人物であり、孫娘の手当てをしてくれたノックスには手を合わせて感謝している。リンがグリードになった際には、主人であるリンを守れなかったことに対して師として厳しく当たる反面、祖父として腕を無くした孫娘を心配するなど深い愛情も見せた。また、理知的な人物でもあり、エドワードがランファンの機械鎧に関しウィンリィやピナコを紹介しようとした時は、提案に感謝した上で「軽々しく動いては共倒れになってしまう」と申し出を断っている。
優れた体術を誇り、年を感じさせない戦闘を行う。武器の薄刃刀以外にも、爆弾や煙幕、閃光弾などを用いる。
ロス少尉の件で、彼女のシンへの亡命の手助けをし、一時アメストリスを離れる。その間の出来事でリンがグリードに乗っ取られてしまい、リンの奪還とランファンの機械鎧を得るため、ランファンを連れてエルリック兄弟たちと別行動を取る。その際には再び戻ってくることを誓う。
「約束の日」、帰還したブラッドレイを、バッカニアおよびリン（グリード）らと迎え撃つ。しかし圧倒的な強さを前に劣勢を強いられ、最終的に体に巻きつけた爆弾でブラッドレイに自爆攻撃を仕掛けようと突進。それすらもブラッドレイに無効化されたが、その隙をついてバッカニアがブラッドレイに致命傷を与える。そしてバッカニアに自分の命が無駄にならなかったことを感謝し、息絶える。
メイ・チャン
声 - 後藤麻衣
演 - ロン・モンロウ
シン国第十七皇女。リンとは異母兄妹にあたる。錬丹術師。
黒髪の御団子頭が特徴の少女。弱小の民族・チャン族の出身で、一族の地位を引き立ててもらうため、不老不死の法を求めてアメストリスにやってくる。最初はユースウェルでエドワードのことを知り、彼に会おうとする。セントラルで偶然、「傷の男」と出会い、彼の傷を治したり、共にホムンクルスのアジトへ潜入したことが縁で以降、「傷の男」と一緒に行動するようになる。一方で、エドワードが自身が想像した人物と違って落胆するが、直後にアルフォンスに惚れた。
いまだ年端もいかない少女であるが、高度な錬丹術や体術を使いこなす。一族の命運を握っていることもあり、同じくアメストリスにやってきていた他家のリンたちと争うこともしばしばあった。一方で年相応に乙女心も持っており、思い込みが激しい。エドワードを長身の白馬の王子様のような人物と勝手に勘違いし、実際にエドワードと会うと乙女心を踏みにじったと怒りを露わにしている。
錬丹術の達人で通常の錬成はもちろん、様々な文字や模様の描かれた鏢を駆使することで遠隔錬成が可能。また、リンたちと同じように気を読むこともできる。作中でも不意打ちとはいえ、エルリック兄弟を退け「傷の男」を助けたり、合成獣の群れ相手にいとも簡単に倒していくなどの活躍を見せる。ただし、イメージのセンスはエドワードといい勝負。
錬丹術の見地からホムンクルスたちの計画に関わる重要な事柄をエルリック兄弟たちに示唆する。特に北方では「傷の男」の兄が残した研究書の解読に一役買う。また、「傷の男」らと協力してエンヴィーを迎え撃ち、彼を無力化する。その後、これ以上他国のことに関わる必要は無いと「傷の男」に諭され、不老不死の手掛かりとしてエンヴィーを渡され、シンへ帰るよう促される。しかし、エンヴィーの唆しもあって、途中で帰ることを取り止め、セントラルへと向かう。
「約束の日」、ホムンクルスのアジトへ潜入するも人形兵の襲撃にあい、そのどさくさでエンヴィーを逃がしてしまうが、エドワードらと合流し、そのまま「お父様」と戦う。右腕を破壊されたエドワードを助けるため、アルフォンスが自らを対価に彼の右腕を錬成しようとすると、涙を流しながらも遠隔錬成によってそれを補助し、結果としてエドワードが「お父様」を倒すことに繋げる。
最後の戦いの後、アルフォンスが身体を取り戻すと涙を流しながら抱きつき、喜ぶ。また、一族のことも帝位に就くであろうリンが責任を持って守るとし、リンたちと一緒にシンへと帰る。「約束の日」の後、『鋼の錬金術師 FULLMETAL ALCHEMIST』最終回の写真には成長した姿で登場し、我が子を抱えるエドワードとウィンリィの家族、またアルフォンスと共に写っており、アルフォンスと付き合っている様子である。
シャオメイ
声 - 釘宮理恵
メイが一緒に連れているパンダ。メス。
病気で大きくなれなかったジャイアントパンダの子供で、メイの肩に乗れるほど小さい。エルリック兄弟をはじめとするアメストリスの人間には「白黒の猫」と認識されている。見た目に反し、人間の言葉を理解する高い知能とメイと同じく「気」を読む能力を持つ。作中の描写ではコミカルな面が目立ち、ビールをジョッキで一気飲みしたり、メイの動きに合わせてキックやパンチなどをしている。
主人であるメイに忠実で、彼女の危機には身を挺して敵に噛み付いたりする。関連して人間をランク付けしており、自分より下位と認識した相手には懐かない。メイは同格、「傷の男」はその下、エドワードとヨキはミジンコ以下の最低ランクと見ており、噛み付いても鎧の身体のため全く効かなかったアルフォンスを最上位と認識している。

## 真理
「真理」
「真理の扉」の前に座っている存在。当初は「ただ人の形をした何か」としか表現しようのない透明人間のような風貌をしている。
人や物というより単に存在、あるいは概念と言った方が近く、具体的な正体は不明。自らを「世界」「宇宙」「神」「真理」「全」「一」などと呼ばれるモノだと名乗り、またエドワードを指差し「オレは、おまえだ」とも言っている。ゆえに全事象とも言える存在。
人体錬成などを行って「真理の扉」の前に来た者に対し、「通行料」と称する代価と引き換えに「真理」を見せる。この代価とは原則的に術者の身体であり、一部か全体を奪う。同時に奪った箇所は、その透明のような身体に補われる。詳しくは鋼の錬金術師#用語の真理の項も参照。
基本的にやってくる者を愚かな存在として小馬鹿にしたような態度を取るが、エドワードがアルフォンスを元に戻すために最後に「真理」を代価にした時は、「正解」と言い、「お前は真理（オレ）に勝った、だから全てを持っていけ」と喜ぶように言う。
オマケでは、本編でのシリアスな存在から一変してコミカルな存在に描かれている。特に各種ガイドブックのカバー裏は必ず「真理」がネタである。